# Station Paignton
Paignton is een spoorwegstation van National Rail in Paignton, Torbay in Engeland. Het station is eigendom van Network Rail en wordt beheerd door Great Western Railway. Het station is geopend in 1533.